# Блаас, Эжен де
Эжен де Блаас (фр. Eugene de Blaas, Ойген фон Блаас, нем. Eugene von Blaas, Эудженио де Блаас, итал. Eugenio de Blaas; 24 июля 1843, Альбано-Лациале — 10 февраля 1932, Венеция) — итальянский художник, писавший в стиле академического классицизма.

## Биография

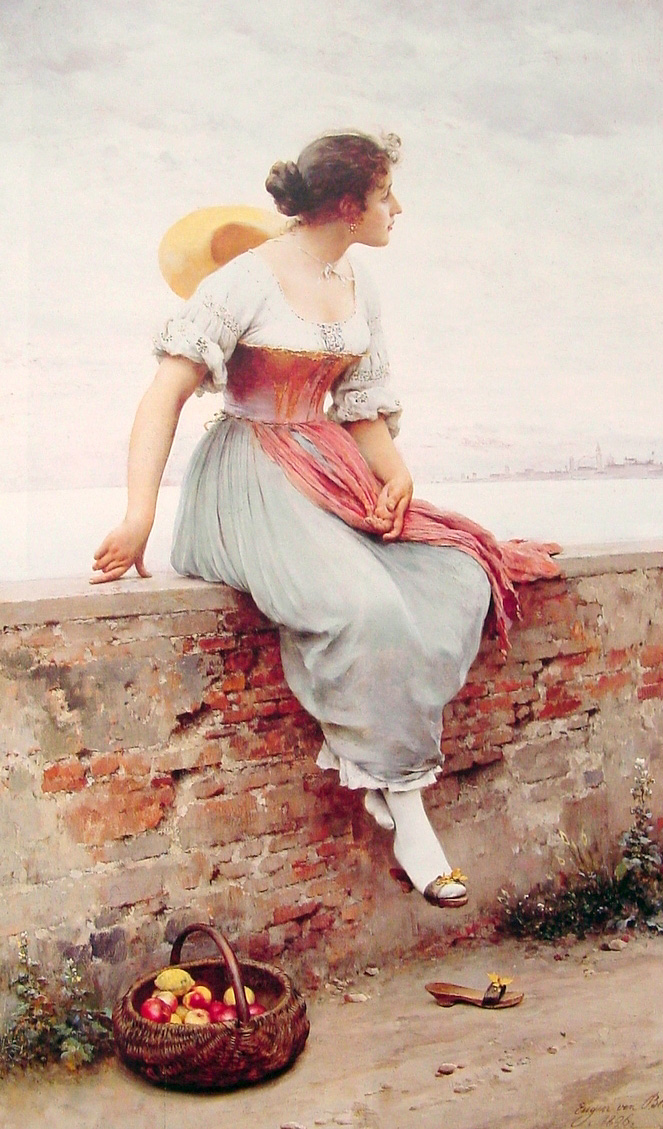
Момент задумчивости, 1896

Родился в Альбано-Лациале близ Рима. Родители его были австрийцами. Отец, Карл фон Блаас был хорошо известным художником, работающим в историческом жанре позднего бидермайера.
Позже семья переехала в Венецию, где Карл фон Блаас стал профессором академии Венеции. Оба сына решили продолжать семейное дело, Юлиус становится художником анималистом, тогда как Эжена больше привлекают жанровые картины из жизни простых венецианцев. Первый брал уроки у отца, в художественной академии Рима и академии Венеции.
Выставлялся в Италии и за границей: в Вене, в Лондоне, Париже, Берлине, Монако, Брюсселе, Петербурге. Эжен как и отец стал профессором академии Венеции.

## Полотна
- «Сёстры 1878»,
- «Святой Валентин обращает ретийцев»,
- «Чимабуэ и Джотто»,
- «Сцена из Декамерона»,
- «Догаресса идёт в церковь»,
- «Сцена на балконе в Венеции»,
- «Божьи создания»,
- «Вывод невесты на Сан-Марко»,
- «Венецианский маскарад»,
- «Путешествие на Мурано» (Венский музей).

## Галерея

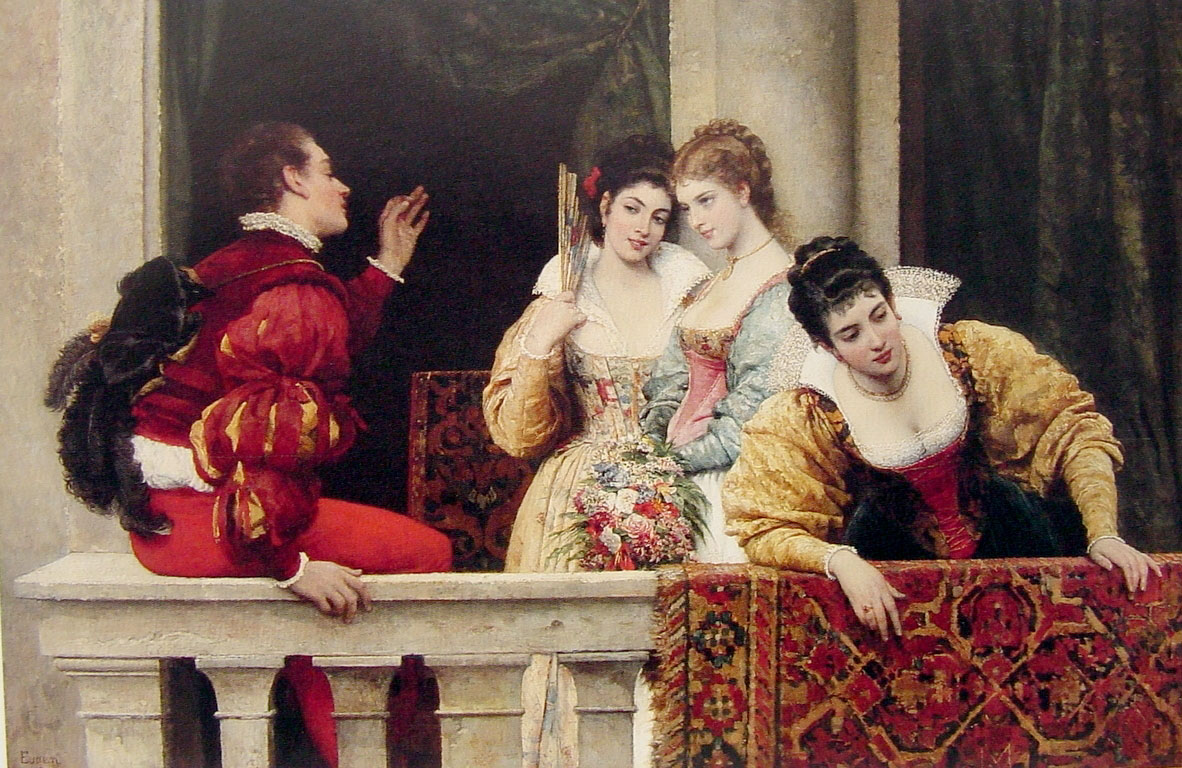
На балконе, 1877
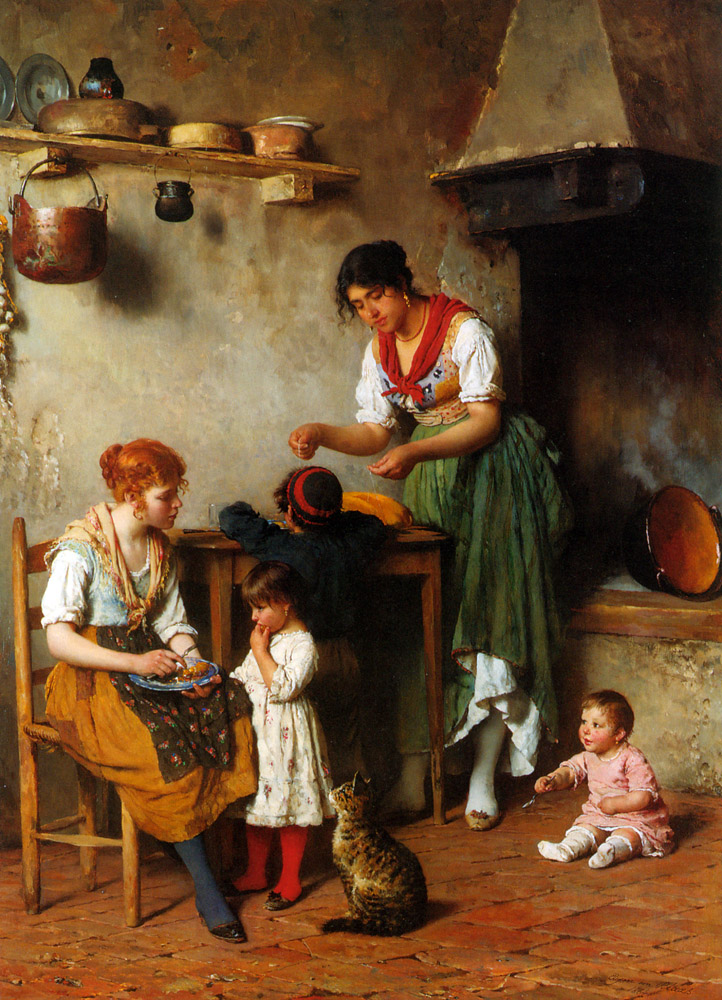
Рука помощи, 1884
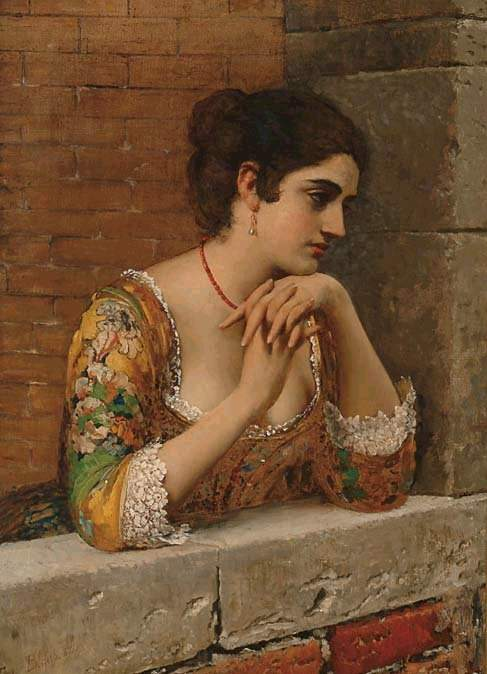
Красивая венецианка на балконе, 1900
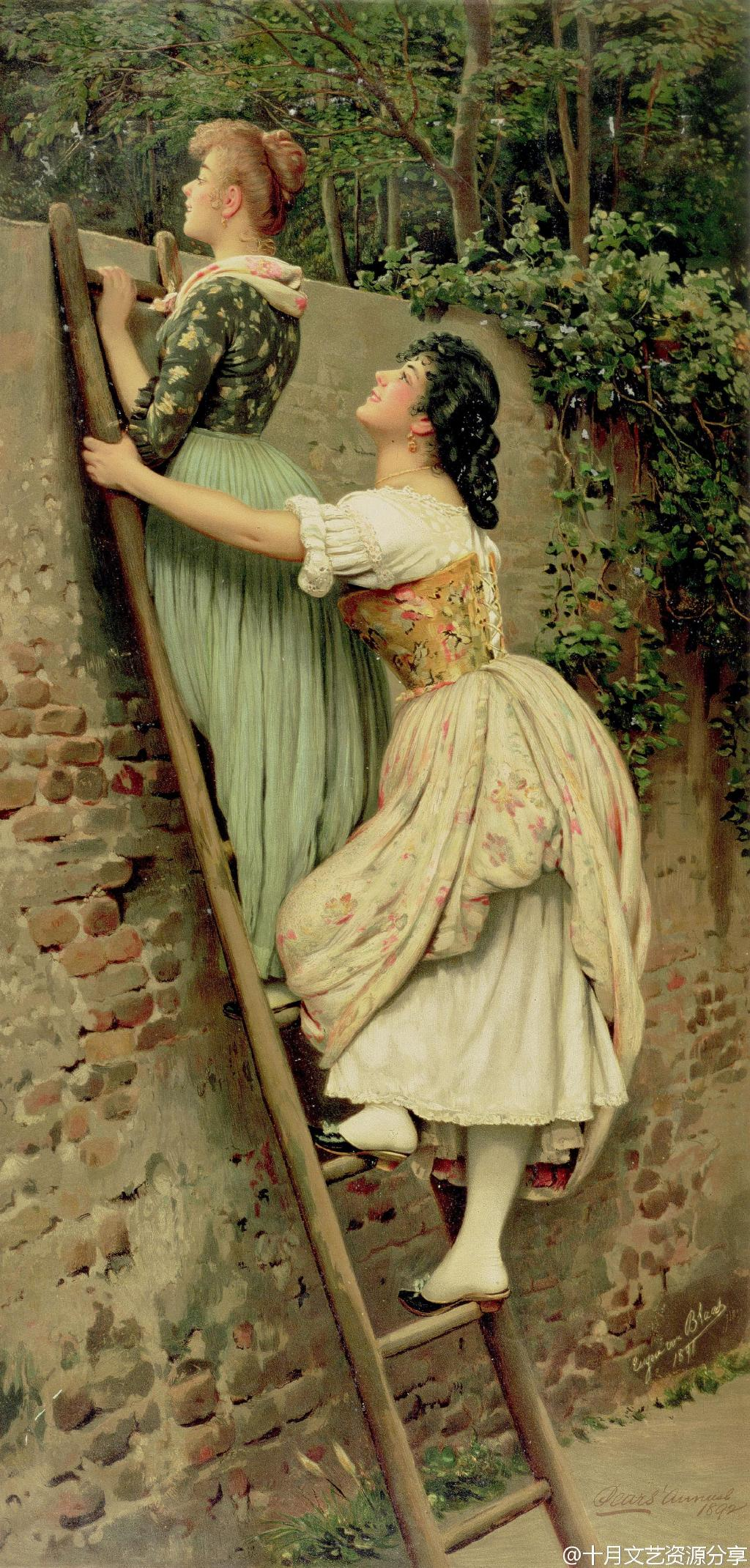
Любопытство, 1892
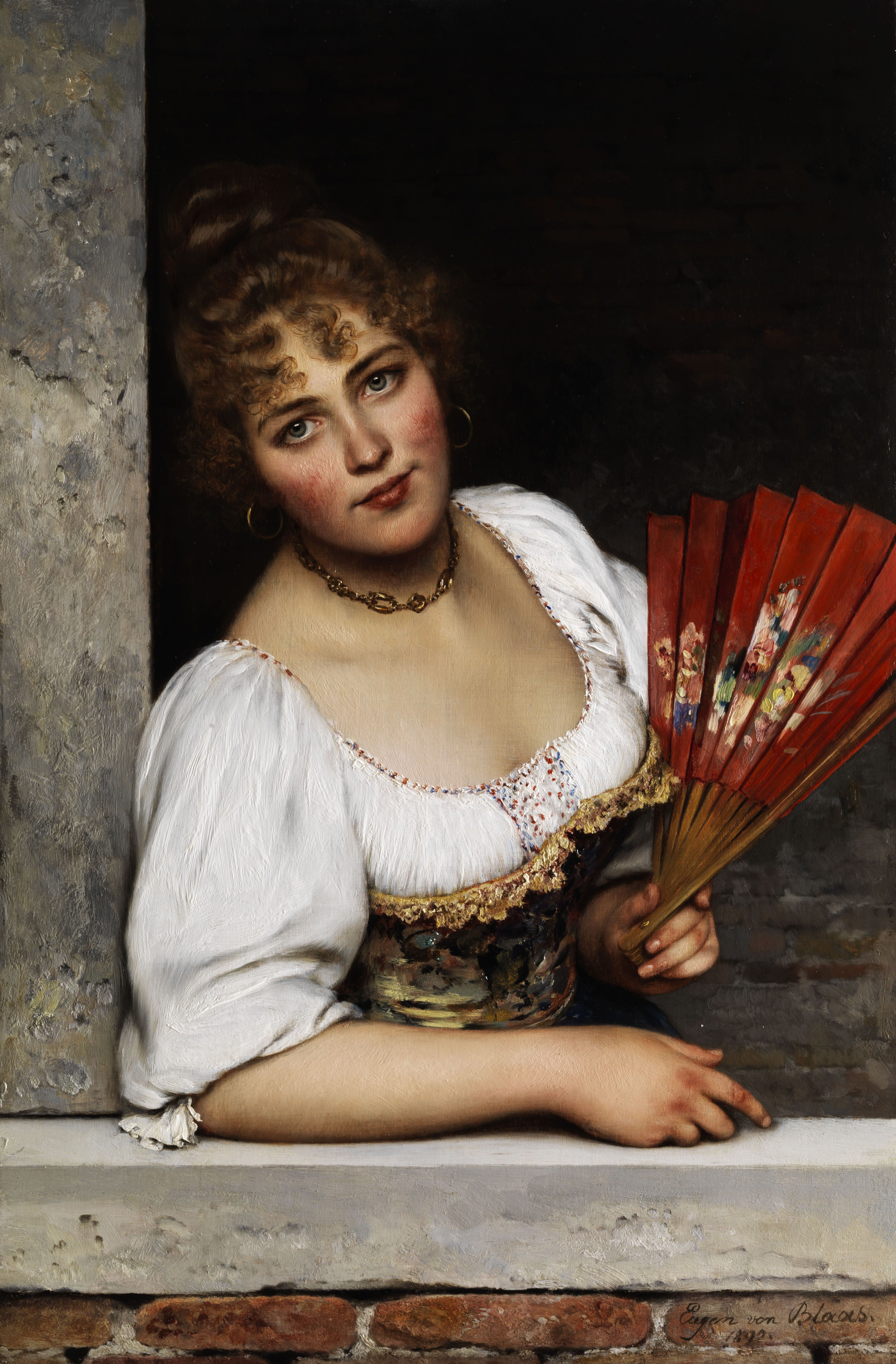
Красный веер, 1892
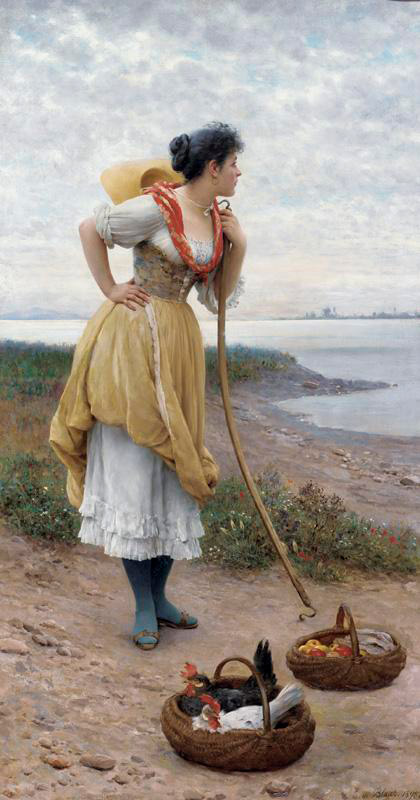
Мечты на набережной, 1895
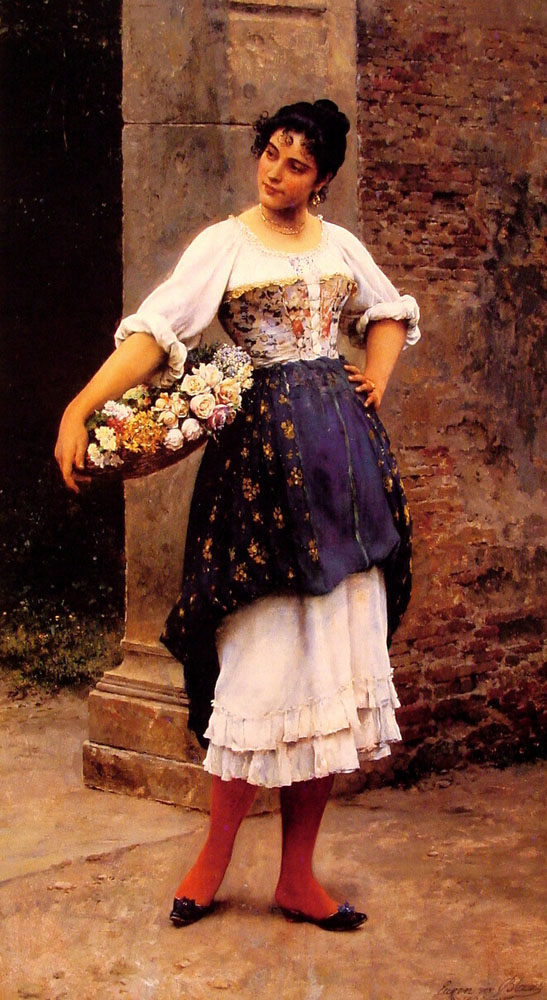
Венецианская цветочница, 1895.
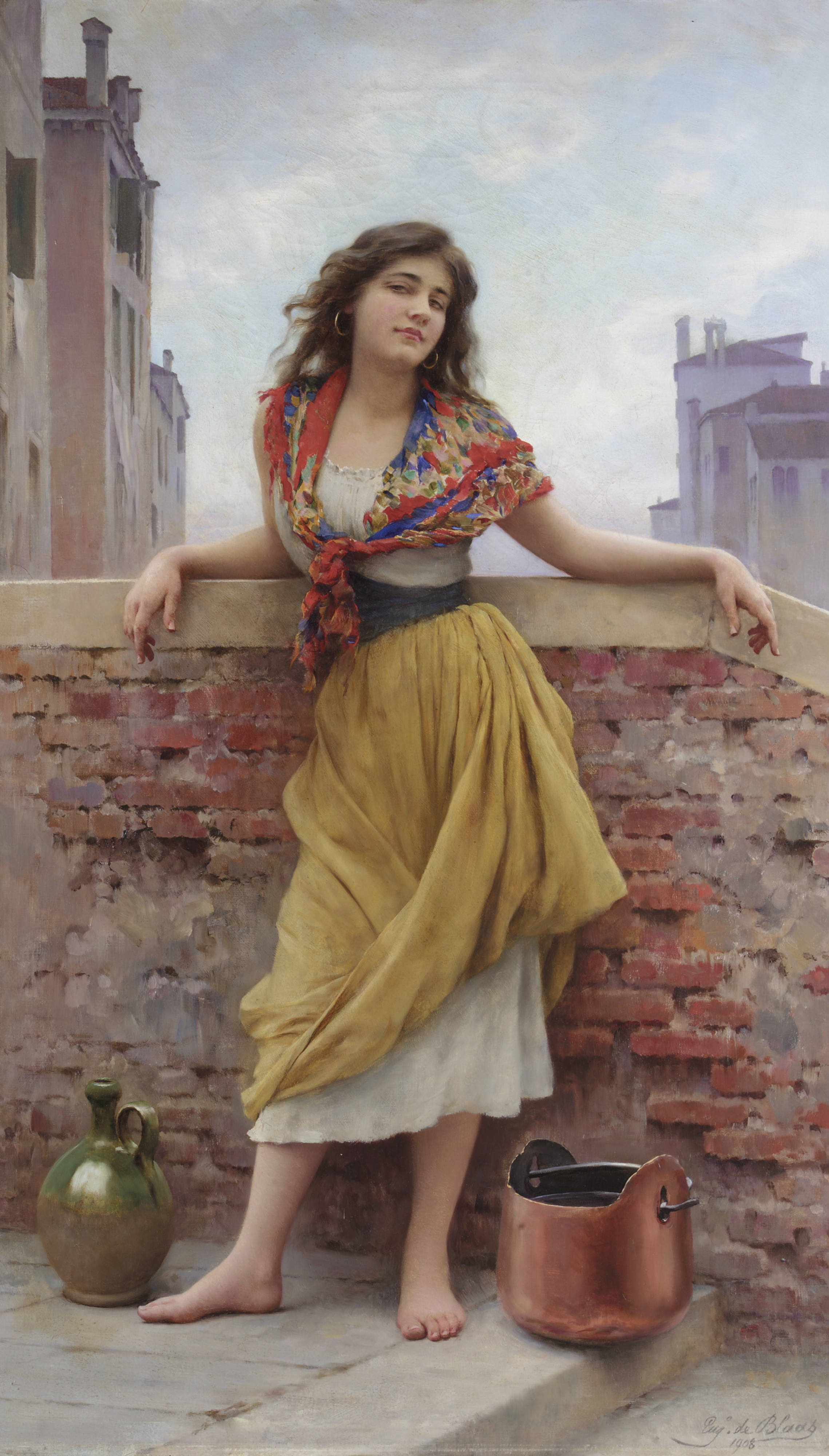
Водоноска, 1908
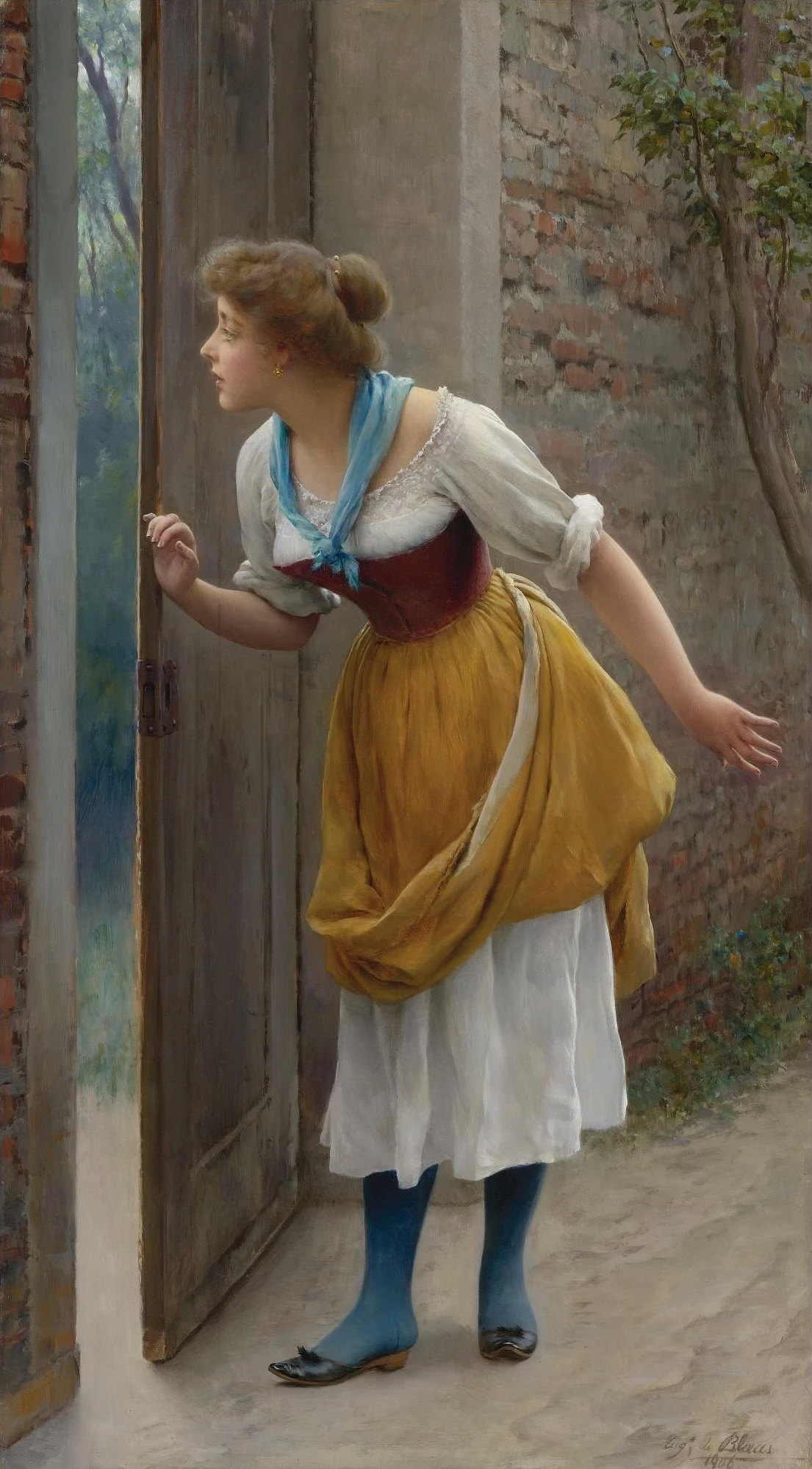
Подслушивающая
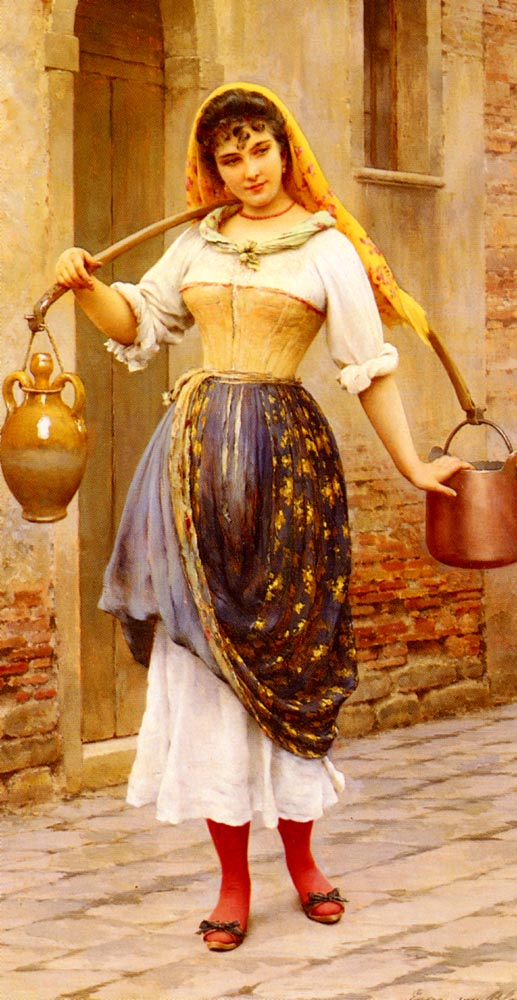
Работница
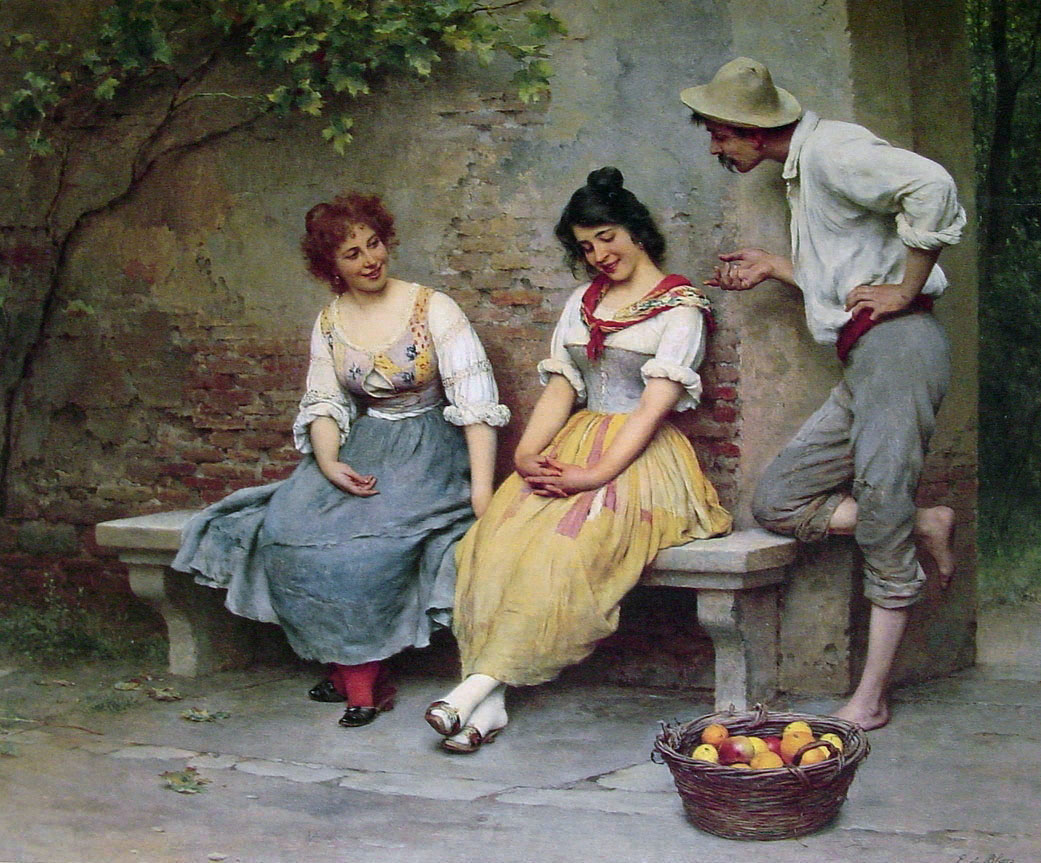
Флирт, 1904
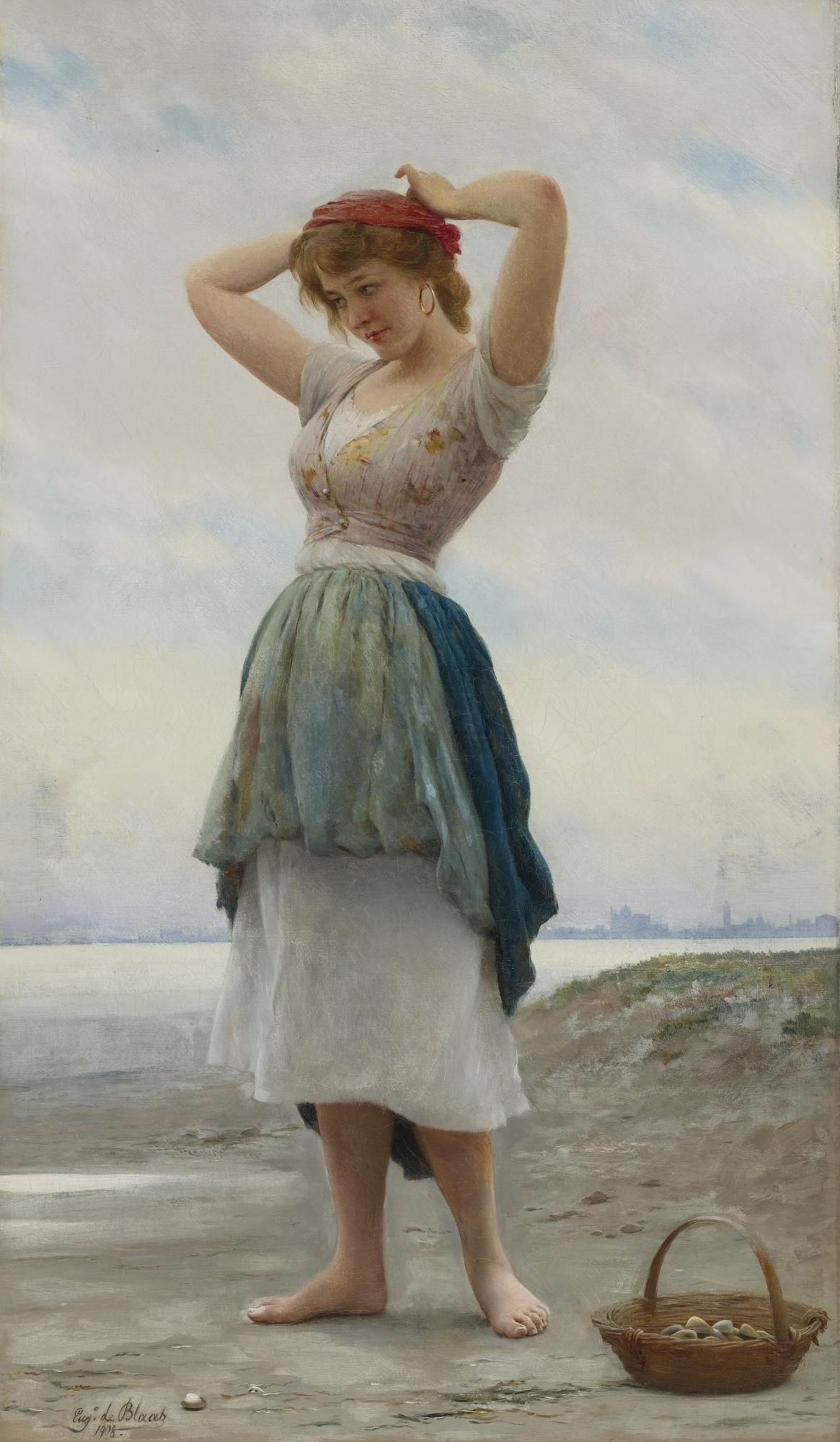
На берегу, 1908.
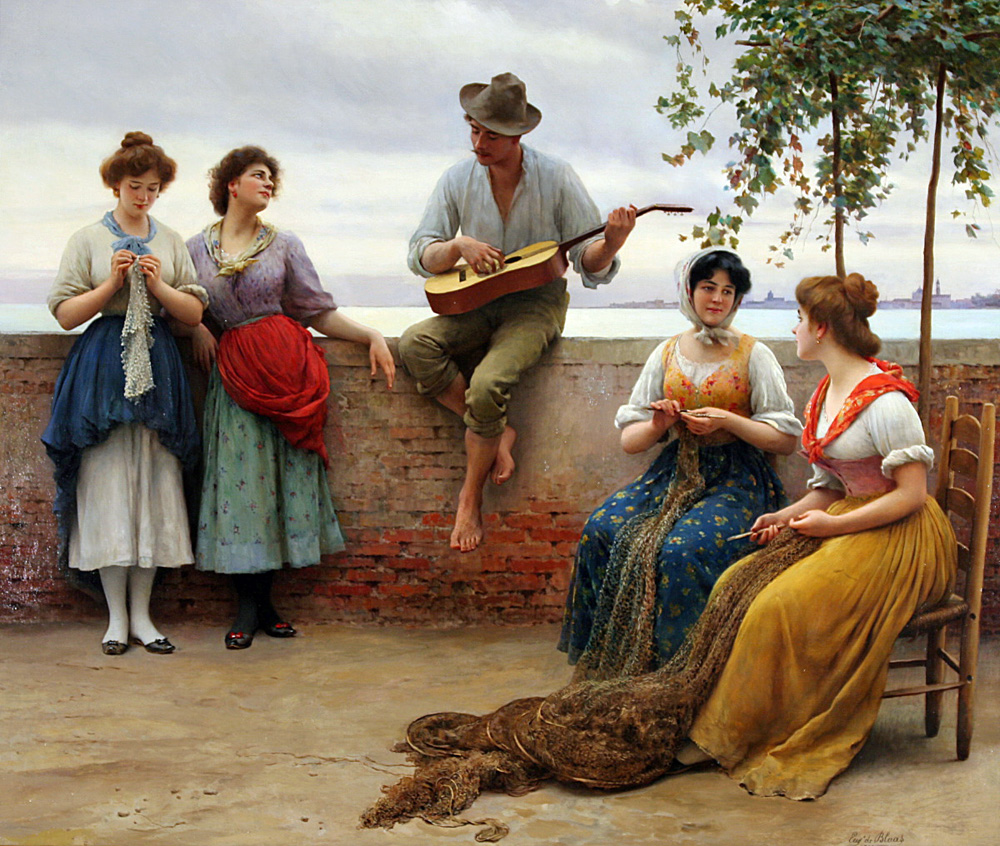
Серенада, 1910
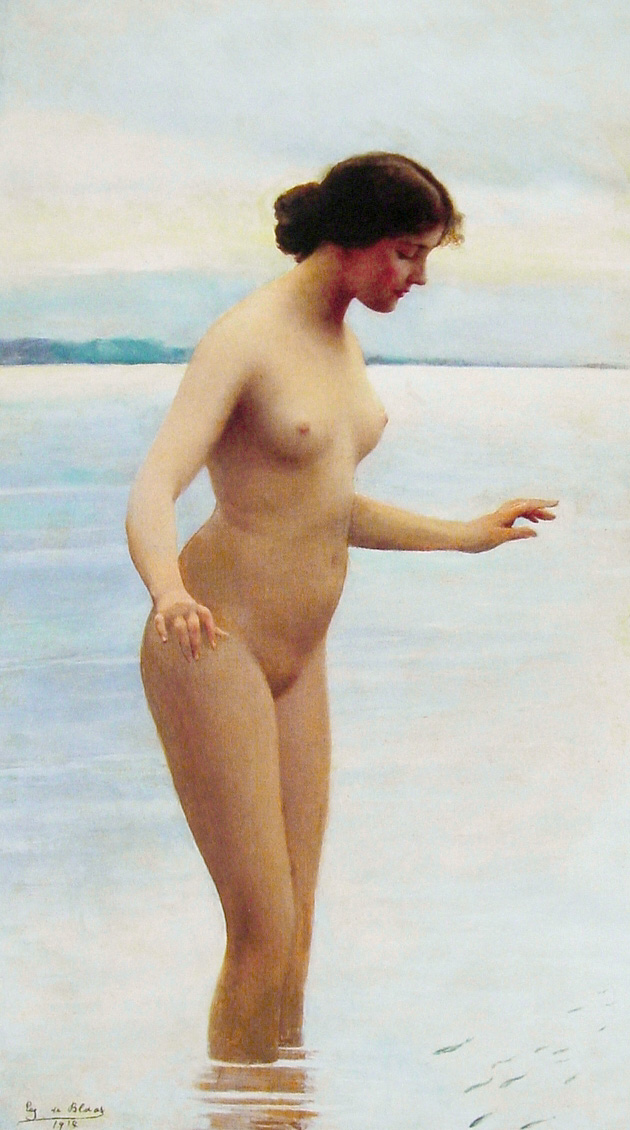
В воде, 1914.
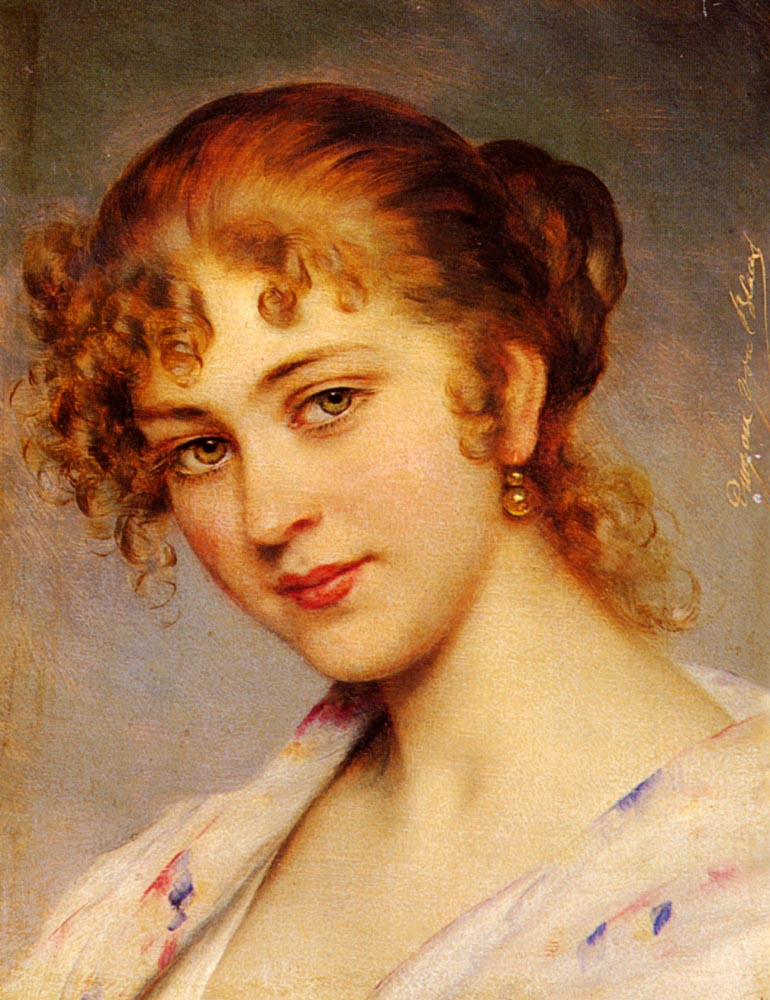
Портрет девушки,